# 第5師団 (チリ陸軍)
第5師団（だいごしだん、V División）は、チリ陸軍の師団の一つ。師団の名称がついているが実質は軍管区に相当する。マガジャネス・イ・デ・ラ・アンタルティカ・チレーナ州プンタ・アレーナスに司令部を置き、マガジャネス・イ・デ・ラ・アンタルティカ・チレーナ州の防衛警備を担当する。

## 部隊編成
- 師団司令部
- 第5増強連隊「ランセロス」（プンタ・アレーナス）
  - 機甲騎兵群「ランセロス」
  - 砲兵大隊
  - 歩兵中隊
- 第11増強連隊「カウポリカン」
  - 歩兵大隊「カウポリカン」
  - 第13砲兵群「ティエラ・デル・フエゴ」
  - 対戦車中隊
- 第15増強連隊「チョリヨス」
  - 第7砲兵群「チョリヨス」
  - 第5通信大隊「パタゴニア」
  - 第5砲兵大隊「プンタ・アレーナス」
- 第10歩兵連隊（大隊規模）「プデト」
- 第5師団後方支援大隊「マゼラン」